# Gregorio Santiso Bermúdez
Gregorio Santiso Bermúdez, también como Santisso, (Logares, ¿? - Lugo, 17 de marzo de 1738) fue un compositor y maestro de capilla español.

## Vida
Gregorio Santiso Bermúdez nació en la parroquia de San Andrés de Longares, siendo Logares una aldea del municipio de Fonsagrada, en la provincia de Lugo. El musicólogo Juan Bautista Varela de Vega ha deducido el lugar de nacimiento de Santiso gracias a un comentario de Felipe Pedrell en su Catálech de la Biblioteca Musical de la Diputació de Barcelona: «En aquesta dedicatoria, Santisso's diu nascut en una misma Patria (del Senyor de Logares)» [En este dedicatoria, Satnisso se dice nacido en una misma Patria (que el Señor de Logares)]. Aquí se refiere a Juan de Logares, protector de Santiso y Administrador de las Reales Rentas de Millones y Nuevos Impuestos de Cargado y Regalía.
Es probable que se formase en el Seminario de Oviedo, por la cercanía de Logares con Asturias.
Las primeras noticias que se tienen de él son de su estancia en Sigüenza, donde fue organista de la Catedral. Posteriormente pasaría a la Catedral de Sevilla, donde ejerció de maestro de seises.
Tras el fallecimiento el 16 de mayo de 1718 de Tomás Micieces, el Menor, maestro de capilla de la Catedral de Salamanca y Catedrático de Música de la Universidad de Salamanca, ambos puestos quedaron vacantes. El prestigio de la Universidad y los dos sueldos convertían el conjunto de ambos cargos en dos de los más prestigiosos y beneficiosos de España. A las oposiciones para el cargo de maestro de capilla se presentaron nada mendos que trece candidatos, entre los que se pueden mencionar a Gregorio Santiso, en ese momento todavía maestro de seises en Sevilla; Diego de las Muelas, maestro de Astorga; Alonso Tomé de Cobaleda maestro de Zamora; Simón de Araya, maestro de León; y varios maestros de Madrid. Finalmente el magisterio salmantino fue para Antonio de Yanguas, que fue nombrado en la catedral el 14 de octubre de 1718 y catedrático de la Universidad el 2 de noviembre del mismo año.
En 1731, ya mayor, se presentó a las oposiciones al magisterio de la Catedral de Lugo, que había quedado vacante tras el fallecimiento del maestro Domingo González el 16 de enero. Se desconoce porqué decidió cambiar de lugar tan mayor, pero es de entender que sería para fallecer cerca de su tierra. El cabildo decidió no realizar oposiciones para evitar «los crecidos gastos que se ocasionan en los viáticos de los muchos pretendientes»:

Habiendo leído la cédula antedicha para la provisión de la Maestría de Capilla, y reconocidas las cartas que han escrito al Cabildo los Maestros de Capilla de Orense, Mondoñedo, Astorga, Toro, Oviedo y Sevilla que solicitan dicha Maestría según informes que ha tenido, el Cabildo consideró más conveniente el llamar a Dn. Gregorio Santiso Bermúdez, Maestro de Capilla del Seminario de Sevilla, y se dio comisión a mi Secretario para que se noticie en respuesta a su carta como el Cabildo ha provisto de placet dicho Magisterio en su persona en la misma conformidad que le obtuvo su antecesor, y que disponga venir con la mayor brevedad a tomar posesión de dicho empleo por la falta que hace en esta Santa Iglesia, y se feneció el Cabildo de que hago fe. El Sr. Obispo [Manuel Santa María Salazar] envió a decir por el Pincerna que no enviaba su voto porque tenía satisfacción de que el Cabildo haría lo que más convenga a la vitalidad de la Iglesia.
Actas capitulares de la Catedral de Lugo, Libro 14, folio 352

El cabildo ofreció el cargo a Santiso, que fue nombrado el 3 de febrero de 1731 y tomó posesión el 31 de marzo. El maestro ya era mayor y solo permaneció en el cargo siete años. Se desconoce cuándo fue nombrado canónigo, pero en 1736 ya ser referían a él como «Ilmo. Sr. Canónigo Maestro de Capilla»". El 2 de julio de 1736 fue encarcelado por razones desconocidas en la cárcel del cabildo por resolución de los jueces de Criminalidades. Fue puesto en libertad pocos días después.

El Sr. Lectoral dijo que parecía razón, que al M.º de Capilla, que se hallaba preso en la Cárcel del Cabildo, se le diese soltura, así porque ya había dado bastante satisfacción en caso de haber cometido alguna culpa o la que se le imputaba, como también, porque era necesaria su libertad, para la Música, que estaba preparada en las próximas fiestas de Ntr.ª Sr.ª de los Ojos Grandes; y entendido por el Sr. Deán y más Sres. nemine discrepante mandaron que se dijese al Sr. Dn. Tomás Ramírez Juez nombrado en el año pasado de setecientos y treinta y cinco, que tomase la Confesión al M.º de Capilla en ese dicho día, y le soltase luego, mediante las fundamentales pacíficas razones de dicho Sr. Lectoral, con lo cual se feneció este Cabd.º de que yo vicesecretario hago fe.- Lizd.º Anguiano, Deán [rubricado]. Ante mí Dr. Dn. Antonio Rodríguez [Sandino], Vicesecretario.
Actas capitulares de la Catedral de Lugo, Libro 15, folio 64 verso

Santiso moría el 17 de marzo de 1738 en Lugo tras una larga enfermedad. Dieciséis días antes de fallecer, el cabildo ya decidía quien debía decir la misa en las honras fúnebres y nueve días antes se volvió a tratar sobre su entierro, lo que da una idea de que su agonía debió de ser larga. El 27 de febrero de ese mismo año Santiso había otorgado su testamento.

## Obra
No se encuentran obras suyas en la Catedral de Lugo, ni siquiera hay referencias a composiciones en las actas capitulares.

### Participación en la polémica Valls-Martínez

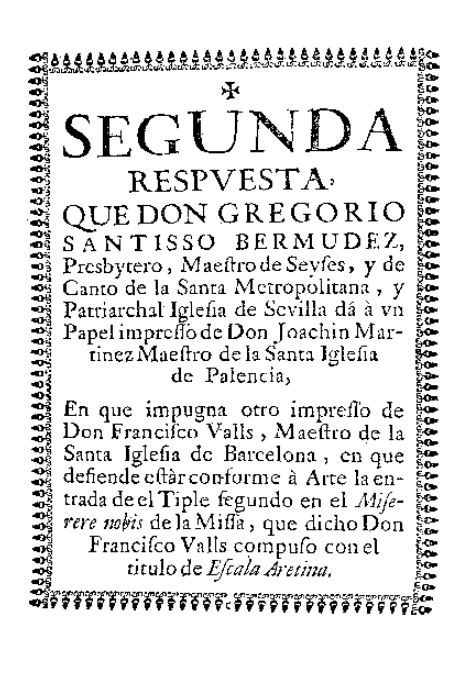
Segunda respuesta que Don Gregorio Santisso Bermudez ...

Gregorio Santiso fue uno de los más activos defensores de Francisco Valls durante la polémica de la Misa Scala aretina. Su primera intervención fue en mayo de 1716, con una Respuesta a Joaquín Martínez, que aparece incluida en la respuesta de Valls a Martínez. Poco después, en septiembre de ese mismo año, Santiso escribió una Segunda Respuesta a Martínez. Por otra parte, Santiso fue criticado por Luis Cirilo González en su Restáurase la propiedad de B mol, desterrada por Don Gregorio Santisso (Madrid, 1731).

### Escritos
- Carta de gracias a D. Roque de Lázaro y Santisteban (1719)
- Solución a dos reparos de cantollano[8] (1728)
- Copia de la carta a D. Pedro Muñoz Montserrat (1730)
- Destierro de la propiedad de B mol del género diatónico[9] (Lisboa, 1730)
- Respuesta a la carta de D. José Malaguero (1730)
- Respuesta dada al Defensorio músico de Luis Cirilo González[10] (1730)